# 查胡尔人
札库尔人，又称查胡尔人，是居住在俄罗斯达吉斯坦共和国西南部和阿塞拜疆西北部的高加索民族，他们的语言属于东北高加索语系的列兹金语支。人口约30000人。

札库尔人的旗帜

与同属列兹金语支的其他民族一样，札库尔人在民族文化上与达吉斯坦的其他民族接近。这些民族的祖先在历史上属于高加索阿尔巴尼亚王国。

## 历史
札库尔人在7世纪的亚美尼亚和格鲁吉亚文献中首次被提及，它们被称为Tsakhaik。高加索阿尔巴尼亚王国被阿拉伯人征服后，札库尔人在Tsuketi和达吉斯坦西南部形成了一个半独立国家（后来成为一个苏丹国）。到11世纪，主要是基督教徒的札库尔人皈依了伊斯兰教。从15世纪开始，一些札库尔人开始向南穿越高加索山脉，到达现在阿塞拜疆的扎卡塔雷区 。18世纪，该国首府从位于达吉斯坦的札库尔迁至伊利苏（İlisu），并被称为埃利苏苏丹国。苏丹国以西的扎札库尔人以西形成了Djaro-Belokani自治社区。苏丹国处于沙基汗国的势力范围内。19世纪初，它成为俄罗斯帝国的一部分。

## 分布
据官方数据，总共有30,000札库尔人，其中15,900人在阿塞拜疆（截至1999年），10,360人在俄罗斯联邦（截止2002年）。据非官方估计，札库尔人的总数可能为50万至10万。2002年，达吉斯坦共和国有8,168个札库尔人（约占人口的0.32％）。2010年。根据2007年的人口普查，有12769名札库尔人居住在俄罗斯，其中9771人（占人口的0.34％）居住在达吉斯坦。根据2007年的人口普查，有12769名札库尔人居住在俄罗斯，其中9771人居住在达吉斯坦（占总人口的0.34％）。
在阿塞拜疆的扎卡塔雷區，札库尔人占人口的14％，而在卡希區则不到2％。在俄罗斯达吉斯坦共和国，他们居住在魯圖利斯基區的山区。根据沃尔夫冈·舒尔兹（Wolfgang Schulze）的说法，阿塞拜疆有9个村庄以札库尔人占多数，所有这些村庄都位于扎卡塔雷区。扎卡塔雷区和卡希区的另外13个村庄也有大量的札库尔人，但他们是当地的少数民族。